# Santuario de Nuestra Señora de Codés

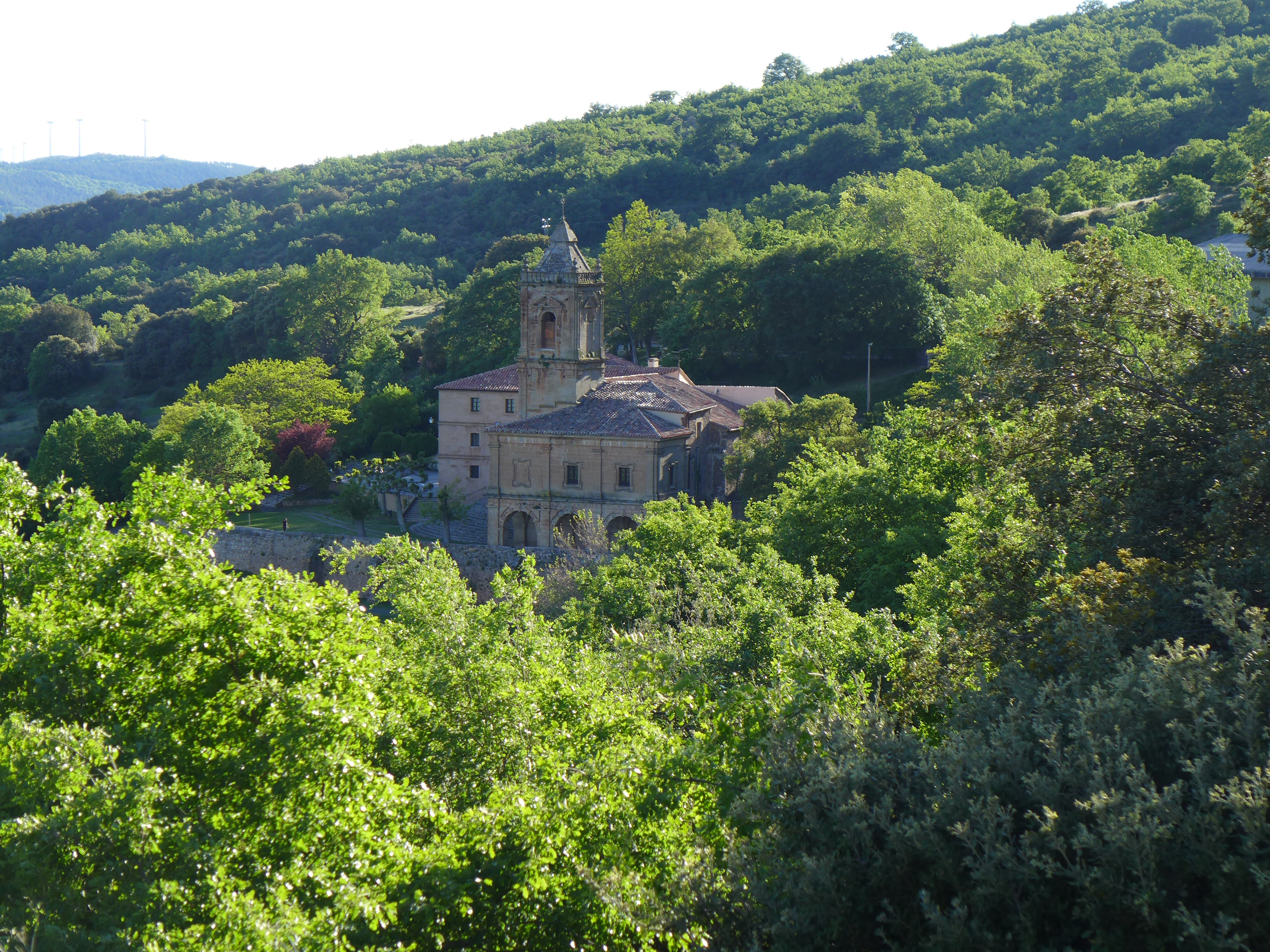
Vista general del santuario de Nuestra Señora de Codés

El Santuario de Nuestra Señora de Codés pertenece al municipio navarro de Torralba del Río. Está emplazado al pie de la Sierra de Codés, en un territorio fronterizo entre Navarra, La Rioja y Álava. Dista  37 kilómetros de Logroño, 60 de Vitoria y 78 de Pamplona.
Es un lugar de devoción mariana, de origen legendario, que comenzó a difundirse en el siglo XVI, tuvo su apogeo en los siglos XVII y XVIII, entró en crisis a causa de los conflictos bélicos que afectaron a este lugar en el siglo XIX, y comenzó a recuperarse a comienzos del siglo XX. 
El conjunto monumental formado por el santuario y la hospedería está restaurado y permanece abierto todo el año a los visitantes.

## Historia y leyendas

### Origen legendario

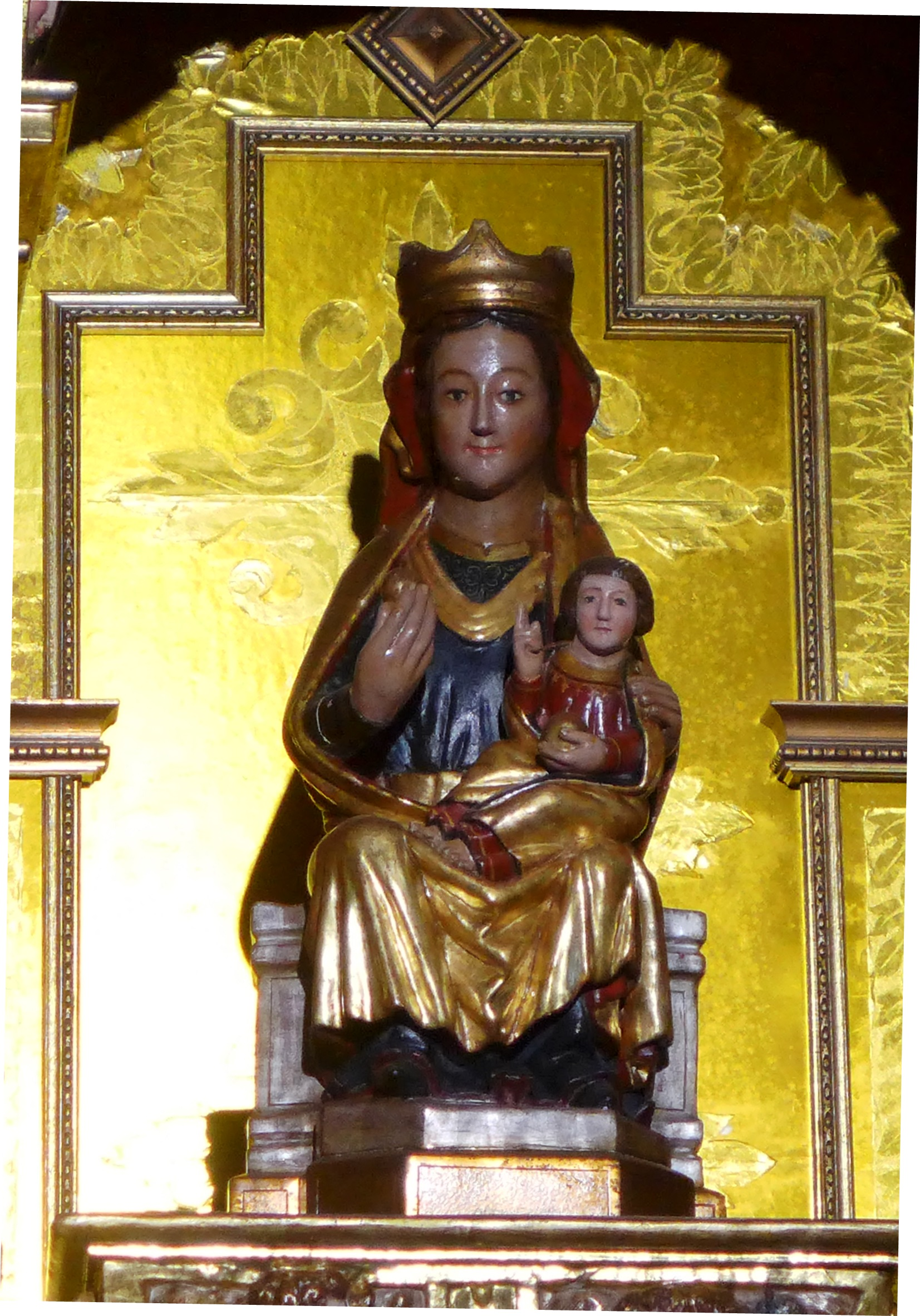
Virgen de Codés, talla gótica del

Cuenta la tradición que el rey visigodo Leovigildo, en el año 575, en una de las campañas emprendidas para someter a los pueblos del norte, atacó y destruyó la población situada en el Monte Cantabria, en las proximidades de  Logroño.
Algunos de los atacados pudieron escapar y lo hicieron llevando consigo las reliquias más preciosas y una imagen de la Virgen. Encontraron refugio «en las montañas de Torralba», la actual Sierra de Codés, y, para evitar que fueran profanadas, enterraron la imagen de María y las reliquias que habían salvado del ataque visigodo.
Como suele ser habitual en este tipo de relatos, al cabo del tiempo se perdió el recuerdo del emplazamiento de la imagen y de las reliquias, hasta que, siete siglos más tarde, un pastor las descubrió en una ermita que estaba prácticamente cubierta por espinos y dio cuenta del prodigioso hallazgo. De esta manera comenzó la devoción a la Virgen de Codés.
Al margen de la leyenda, existe constancia de que en la Edad Media hubo aquí una ermita que perteneció  al cercano monasterio benedictino de san Jorge de Azuelo.

### La portentosa liberación del rehén del bandido «Juan Lobo» (1523)
Un milagro vino a propagar la devoción a esta imagen mariana: En 1523 una banda de forajidos encabezada por el despiadado «Juan Lobo», que tenía su guarida en la Peña de la Concepción, en el vecino valle de La Berrueza, cogió prisionero a un varón y lo mantuvo secuestrado en su guarida a la espera del rescate. Este se encomendó a la Virgen de Codés y fue transportado milagrosamente, juntamente con el cepo que lo inmovilizaba, a la ermita que custodiaba la imagen mariana.
El temido «Juan Lobo», finalmente, fue capturado y ajusticiado por las gentes de Torralba del Río. Este acontecimiento se celebra en la localidad cada año el día de san Juan Bautista, con la «Fiesta del Lobo» o de «Juan Lobo». Los vecinos lo persiguen por todo el término hasta que finalmente lo apresan y, tras juzgarlo, lo ejecutan en la plaza del pueblo.  Los captores celebran el final del malhechor con el «Baile de la Balsa».

### El ermitaño Juan de Codés
Respondiendo a la gran repercusión que tuvo la prodigiosa liberación del rehén de la banda de «Juan Lobo», los vecinos de Torralba del Río buscaron un clérigo que atendiera en la ermita el culto a la Virgen que ahora empezaba a expandirse. Fue elegido un tal Juan Merino, que acabó siendo conocido como «Juan de Codés», el cual sirvió devotamente en la ermita durante 53 años, hasta su muerte en 1583.
Nuevamente un hecho prodigioso vino a impulsar la devoción a la Virgen de Codés: llevaron a «Juan de Codés» a un joven de Torralba con una gravísima herida en el cuello, producida durante una reyerta. El ermitaño dijo misa, bendijo un paño, lo colocó en forma de cruz sobre la herida y el muchacho curó milagrosamente.
Así comenzó la fama del poder milagroso de los «lienzos bendecidos de Codés», a los que se les atribuía la capacidad de curar un gran número de dolencias y heridas, como «llagas, úlceras, hinchazones, huesos rotos, cegueras, heridas infectadas, tullimientos, dolores, heridas producidas por puñaladas y asadores, por caídas de tejados, de muros o de cabalgaduras, pedradas, cortes de hacha, de hoz, espinas clavadas, aplastamientos por rueda de molino, mordeduras de animales rabiosos o víctimas de la peste». Así lo detalla Juan de Amiax en su obra sobre el santuario de la que se dará cuenta enseguida.
Impulsada por la fama de las curaciones milagrosas, la devoción a la imagen de María de Codés, a partir del siglo XVI, se expandió por las tierras de Navarra, La Rioja y Álava, al tiempo que afluían al santuario las limosnas y donaciones.

### Apogeo del santuario (siglosXVIIyXVIII)
La promoción del santuario recibió un impulso importante en 1608 cuando se publicó el Ramillete de Nuestra Señora de Codés, que había escrito Juan de Amiax, clérigo en Viana, hijo de un cantero vizcaíno que había llegado a esta localidad navarra para trabajar en la monumental fachada de la iglesia de Santa María. Este libro el autor lo había encargado al impresor de Pamplona Carlos de Labayen. 
El Ramillete será decisivo para propagar la devoción a la Virgen de Codés. En sus páginas, entre otros muchos asuntos, históricos, eclesiásticos, poéticos e incluso arqueológicos, Juan de Amiax daba cuenta de 57 milagros, de los que había constancia documental en el santuario, que habían promovido los «paños bendecidos». Él mismo había recibido los favores celestiales ya que había sido curado de un tumor que tenía en la pierna. También su hermano, al que, cuando tenía ocho años, otro muchacho «le metió un cuchillo por la garganta» y sobrevivió milagrosamente.
Favorecido por la piedad y los relatos de milagros, el santuario recolectaba año tras año grandes cantidades de trigo que donaban los pueblos del entorno. Su volumen aumentaba incesantemente: en 1658 se recogieron más de diecinueve toneladas y dos años más tarde rozaron las veinte. Al mismo tiempo los ermitaños recibían encargos de misas que, evidentemente, suponían ingresos para el santuario. En 1670 se contabilizaron 4384.
Además se multiplicaban las limosnas y donaciones, hasta el punto de que en 1620 se acordó construir un arca para guardar el dinero y los objetos más preciosos. Con el objeto de evitar suspicacias de dispuso que tuviera tres llaves distintas que guardarían separadamente el mayordomo de Codés y el párroco y el alcalde de Torralba del Río. En la actualidad se encuentra en el presbiterio, detrás de la reja.

### Decadencia (SigloXIX)
La Guerra de la Independencia (1808-1814) alcanzó al santuario que, por su situación estratégica, en distintos momentos, fue acuartelamiento de los dos bandos, además de sufrir el saqueo de las tropas francesas en 1809.
La primera guerra  carlista (1833-1839) se desarrolló con especial virulencia en la comarca de Estella y, en consecuencia, el santuario sufrió sus embates. En 1837 el guerrillero liberal Martín Zurbano lo saqueó, tomó rehenes y dio fuego a la hospedería.
Nuevamente la tercera guerra carlista (1872-1876) fue escenario de enfrentamientos y la ruina se apoderó de las distintas dependencias.

### Recuperación (SigloXX)
En los inicios del siglo XX se abre un periodo de recuperación que comienza tempranamente, en 1901, cuando se constituye la Cofradía administradora de la basílica de Nuestra Señora de Codés con la misión de fomentar el culto y reconstruir el santuario. 
Se dignifica el ajuar de la imagen con la elaboración de un manto y de coronas para el  Virgen y el Niño, que se les impuso en 1920 en un acto multitudinario. 
A partir de entonces se sucedieron los trabajos de reconstrucción y urbanización del entorno.

## Descripción del santuario y sus edificios

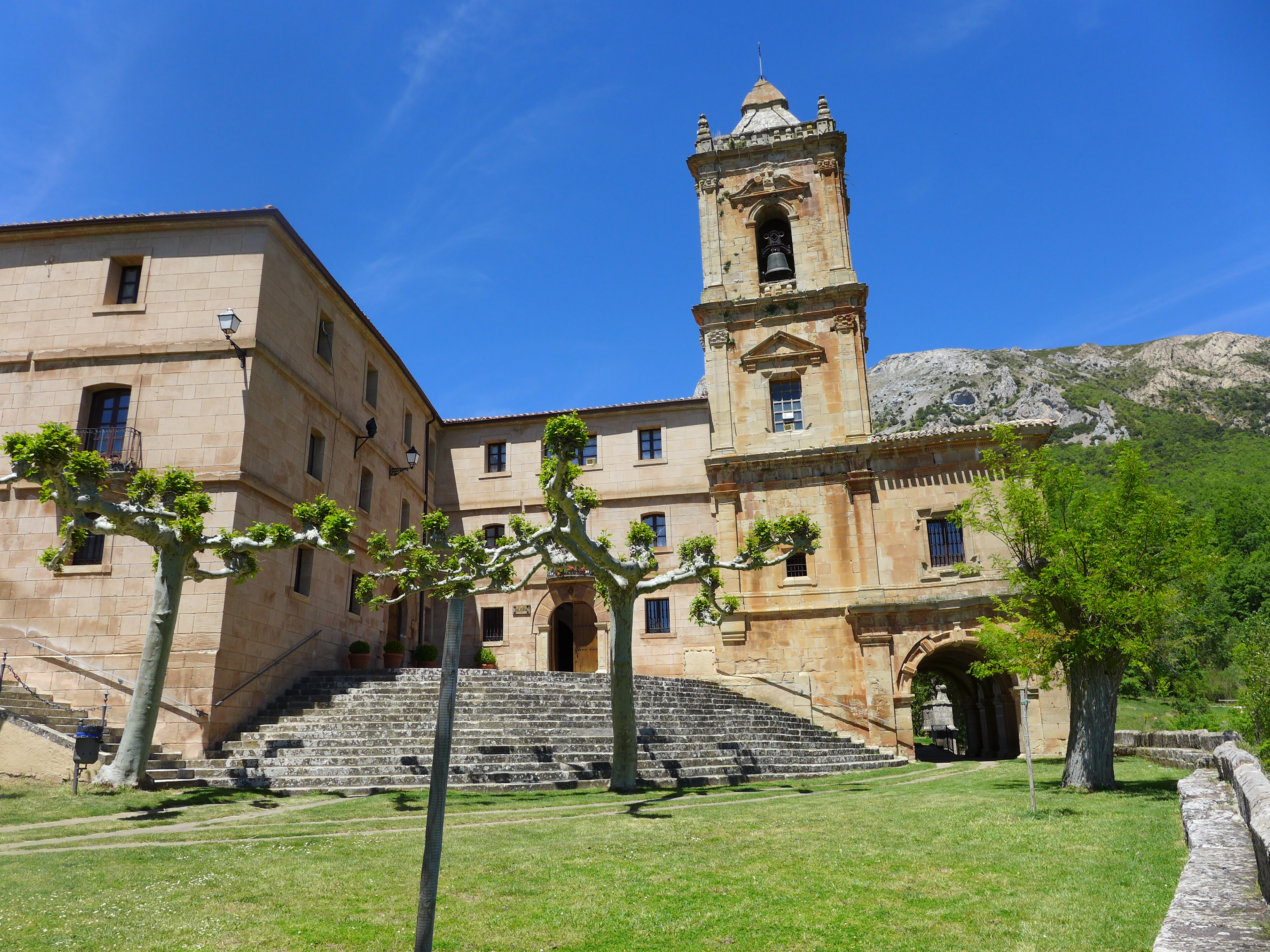
Acceso al santuario, a la izquierda aparece la hospedería

A finales del siglo XVI se derribó la primitiva ermita medieval y comenzó la construcción del templo actual, formado por una nave central y dos estrechas laterales. De esta época se conservan dos tramos de la nave central con bóvedas góticas. 
En el siglo XVII el santuario adopta su aspecto actual. La iglesia se amplía en la cabecera que se cubre con una cúpula, mientras que a los  pies de la nave esta se amplía con dos nuevos tramos, que cuentan con un piso superior destinado a los fieles y al coro. A todo ello se añadió la sacristía. 
En 1639, se publicó en Logroño Capilla y fiestas de Codés con el objeto de exaltar la generosidad de Diego Jacinto de Barrón, regidor de la capital riojana, como muestra de gratitud por haber sanado de un “morbo letal” gracias a la intervención de Nuestra Señora de Codés. Al mismo tiempo se describía la solemne jornada, celebrada el 10 de septiembre de ese mismo año, en la que se inauguró la «fábrica de la capilla [ampliación del templo] y fiestas de la colocación de la Virgen [en un camerino]» a la que asistieron «más de ocho mil concurrentes». Estas obras habían sido realizadas gracias a las donaciones del regidor logroñés. Por este motivo, en el lado sur de la torre, un lápida fechada en 1643, recuerda que el mencionado Barrón y su esposa «hicieron ensanchar» la sacristía. 

### Reja
Al pie del presbiterio, separando los clérigos de los fieles, se encargó en 1651 una reja de hierro obra del herrero de Elgoibar, Francisco Betolaza. Se colocó en 1654, en sustitución de otra anterior, y está formada por 32 barrotes, divididos en tres cuerpos de altura diferente, alcanzando el inferior los cuatro metros de altura. El dorado del hierro fue realizado por Diego de Arteaga, empleando unos 5.000 panes de oro.

### Ampliación delsigloXVIII

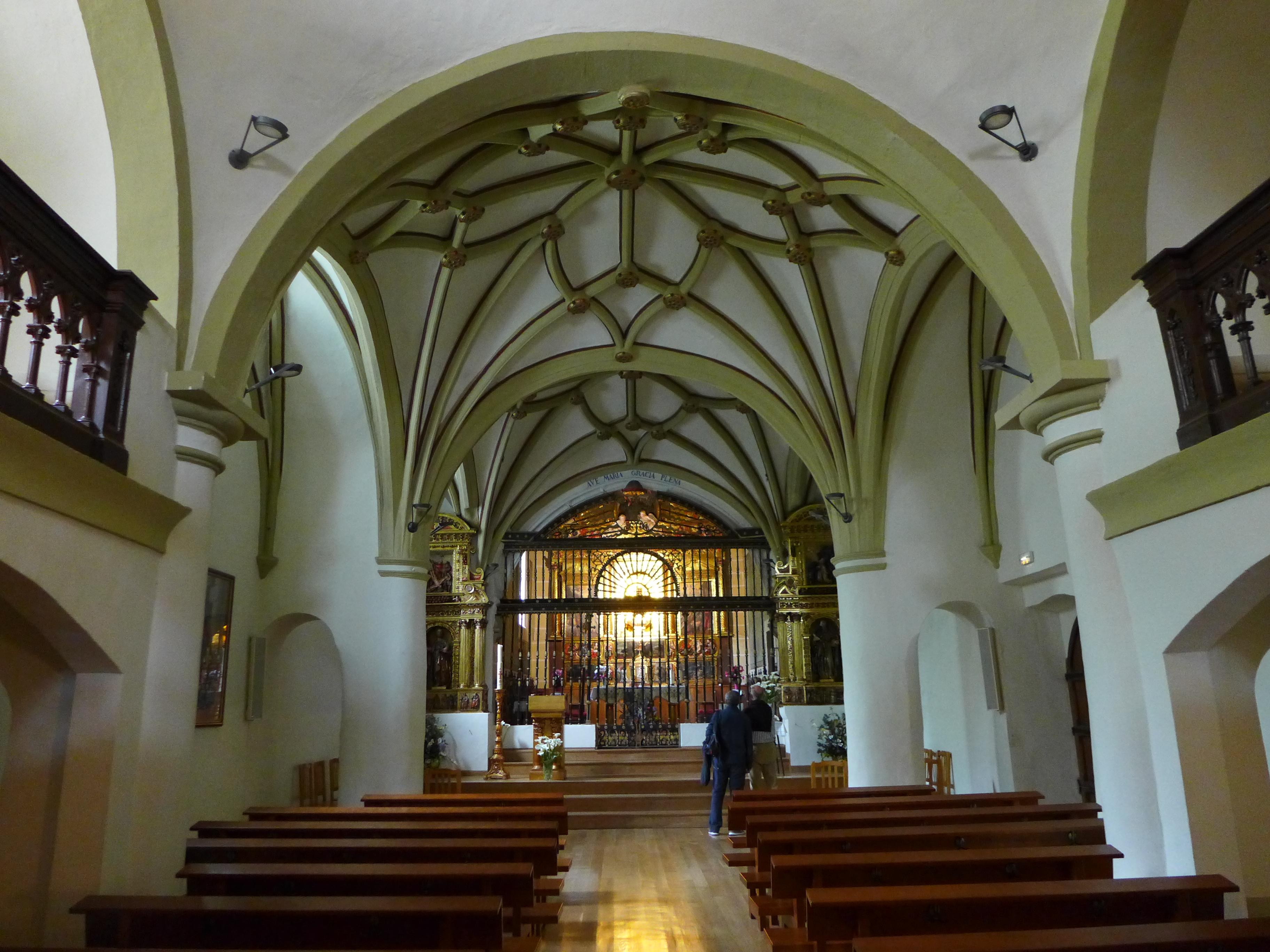
Nave central con bóvedas estrelladas. Se advierten las estrechas naves laterales y el coro

Ya en el siglo XVIII la cabecera del templo se amplió nuevamente con un cuerpo destinado al camarín de la Virgen, que  no se conserva. Esta época pertenece la ampliación que descansa sobre el pórtico de tres tramos, que se encuentra en el frente este del templo.
Por este tiempo comenzó la construcción de la torre barroca, de tres cuerpos con vanos distintos. En su base aparece inscrita la fecha de terminación: “781”.

### Otros elementos
La Fuente de la Virgen, que se encuentra a los pies del pórtico, está datada en 1656.
La hospedería, aneja al templo, se construyó a comienzos del siglo XVII. En 1692, el obispo de Calahorra y La Calzada, Pedro de Lepe y Dorantes, a cuya diócesis pertenecía el santuario, la amplió y la transformó en su palacio de verano. El zaguán y la escalera son del siglo XVIII, aunque el aspecto actual del edificio, con tres pisos, corresponde al siglo XX. En la clave del arco de la puerta de entrada aparece grabado el año 1908.
La escalinata semicircular por la que se llega al  templo se construyó en 1904. Está situada en el lado sur, probablemente en el mismo emplazamiento que tuvo el acceso a la primitiva ermita, levantada sobre un promontorio.

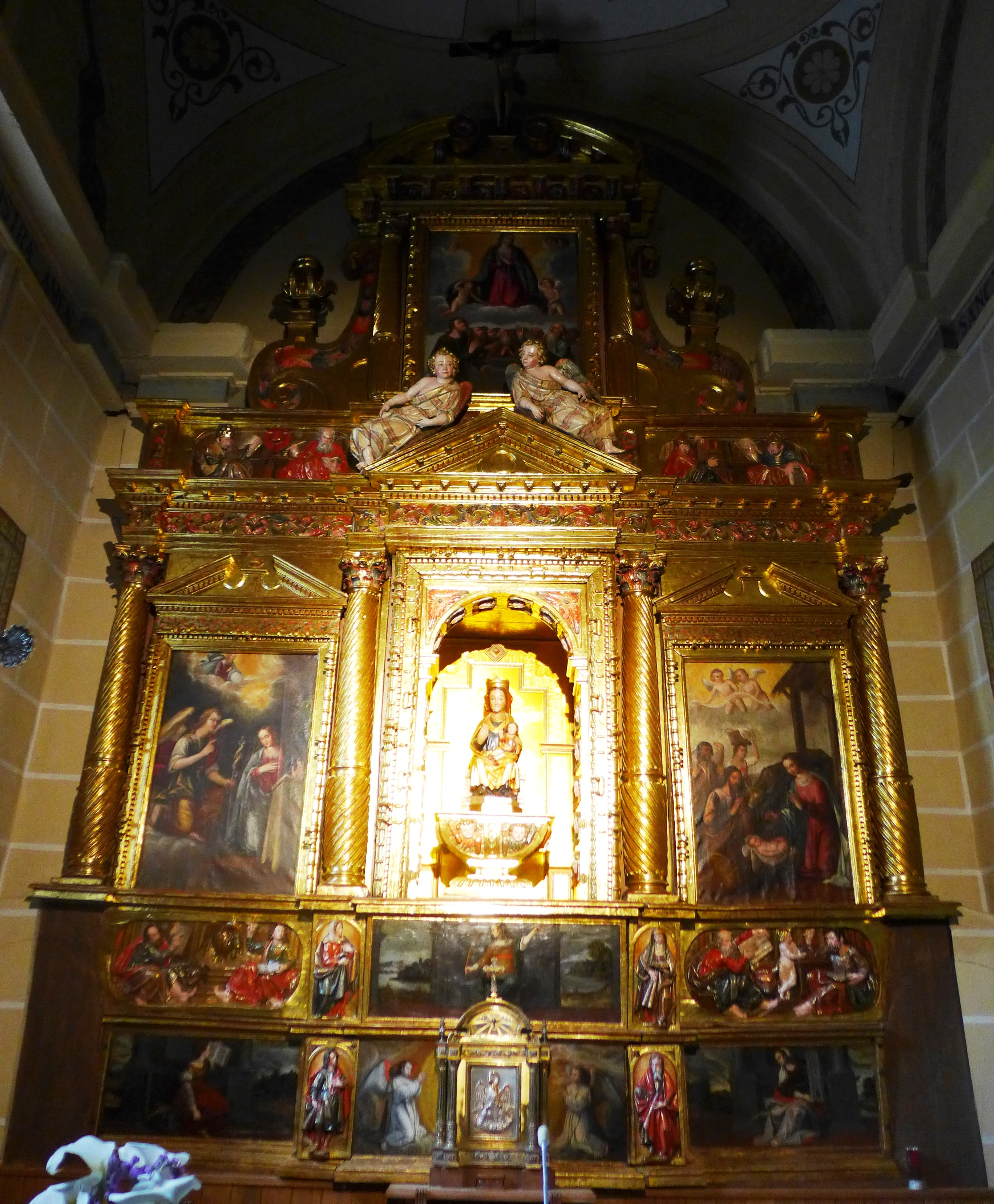
Retablo central

### Altares
La prosperidad económica disfrutada en el siglo XVII y la ampliación del templo a que dio lugar, permitieron la instalación en 1642 del retablo principal. Presenta rasgos renacentistas al tiempo que incorpora elementos barrocos.
En la hornacina central alberga la imagen de la Virgen de Codés, una talla gótica de mediados del siglo XIV. 
La rodean tres óleos con los episodios de la vida de la Virgen correspondientes a la Anunciación, la Asunción y la Natividad. Estas pinturas proceden de un taller madrileño.
Los retablos laterales, situados fuera del presbiterio, son obra de Bartolomé Calvo y están fechados en 1654. Al igual que el principal, presentan rasgos renacentistas con innovaciones barrocas:
- El de la izquierda (lado del Evangelio) está dedicado a san Pedro, cuya imagen policromada ocupa la hornacina. El relieve superior muestra su martirio.

- El de la derecha (lado de la Epístola) está dedicado a san Antón, también representado por una talla policromada, mientras  que el relieve superior relata la tentación que soportó este santo por seres demoníacos.

## Romerías
El domingo de Pentecostés se celebra la romería principal, tal y como recuerda la expresión popular: “Por Pentecostés… ¡Todos a Codés!”.
Por su parte, los domingos de los meses de abril, mayo y junio, convocados por la Cofradía de Nuestra Señora de Codés, hacen su romería los pueblos de la comarca por el siguiente orden: 
- Torralba del Río
- Desojo
- Azuelo
- Aguilar de Codés
- Valle de La Berrueza
- Aras
- Espronceda
- Armañanzas, Torres del Río y Sansol
- El Busto, Lazagurría y Bargota.

## Excursiones
- Subida al Yoar (1416 m). Se parte del mismo santuario, ascensión solo para montañeros adecuadamente equipados, hora y media.
- Torralba del Río, murallas (siglos XIV y XV), parroquia renacentista con la Virgen de Bañano (románica).
- Azuelo, monasterio románico de san Jorge, lavadero.
- Otiñano, fuente y casa del obispo de La Habana y Vitoria, Ramón Fernández de Piérola;[19] lavadero.

## Galería de imágenes

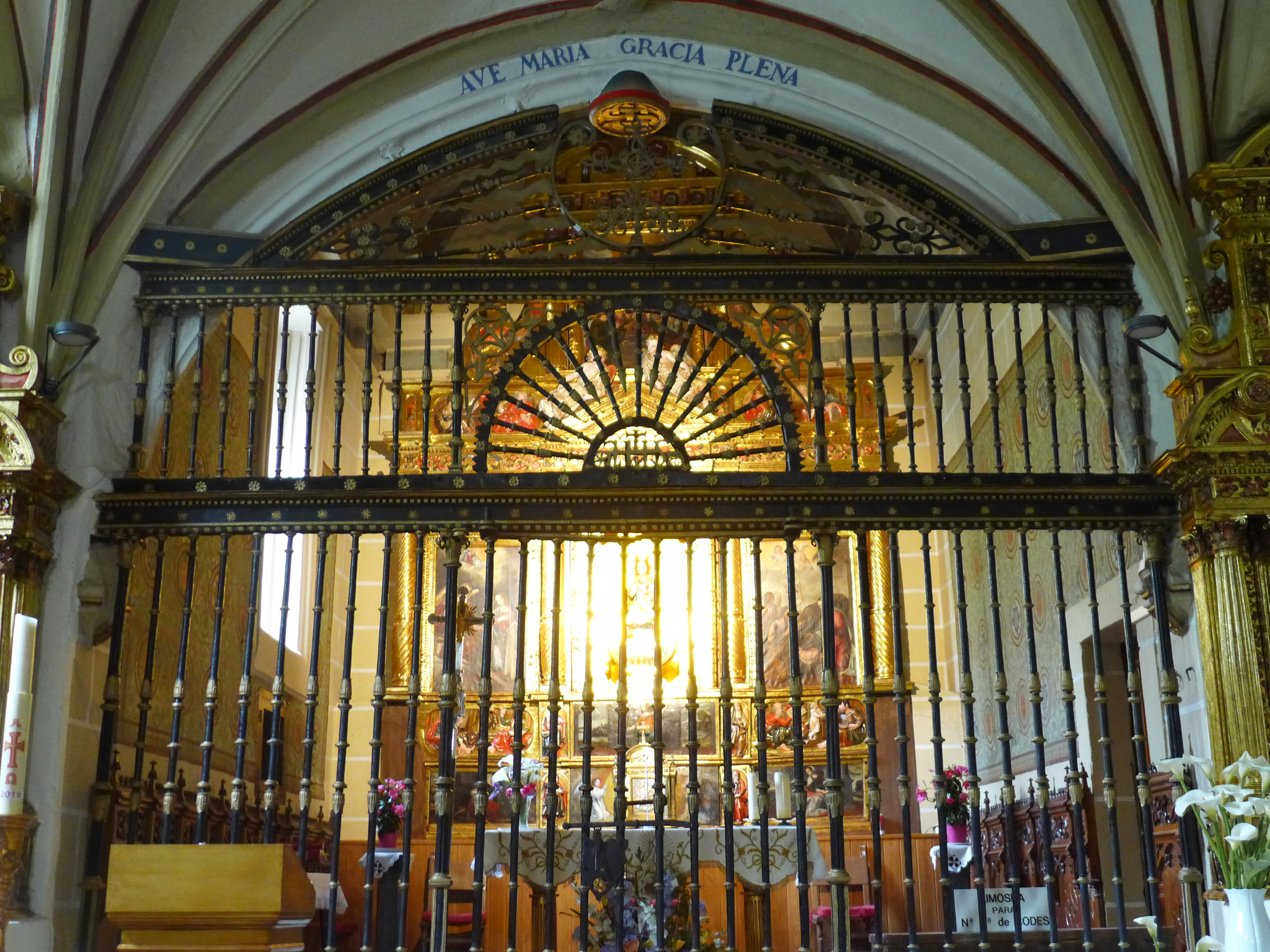
Reja de hierro dorado del presbiterio (1651)
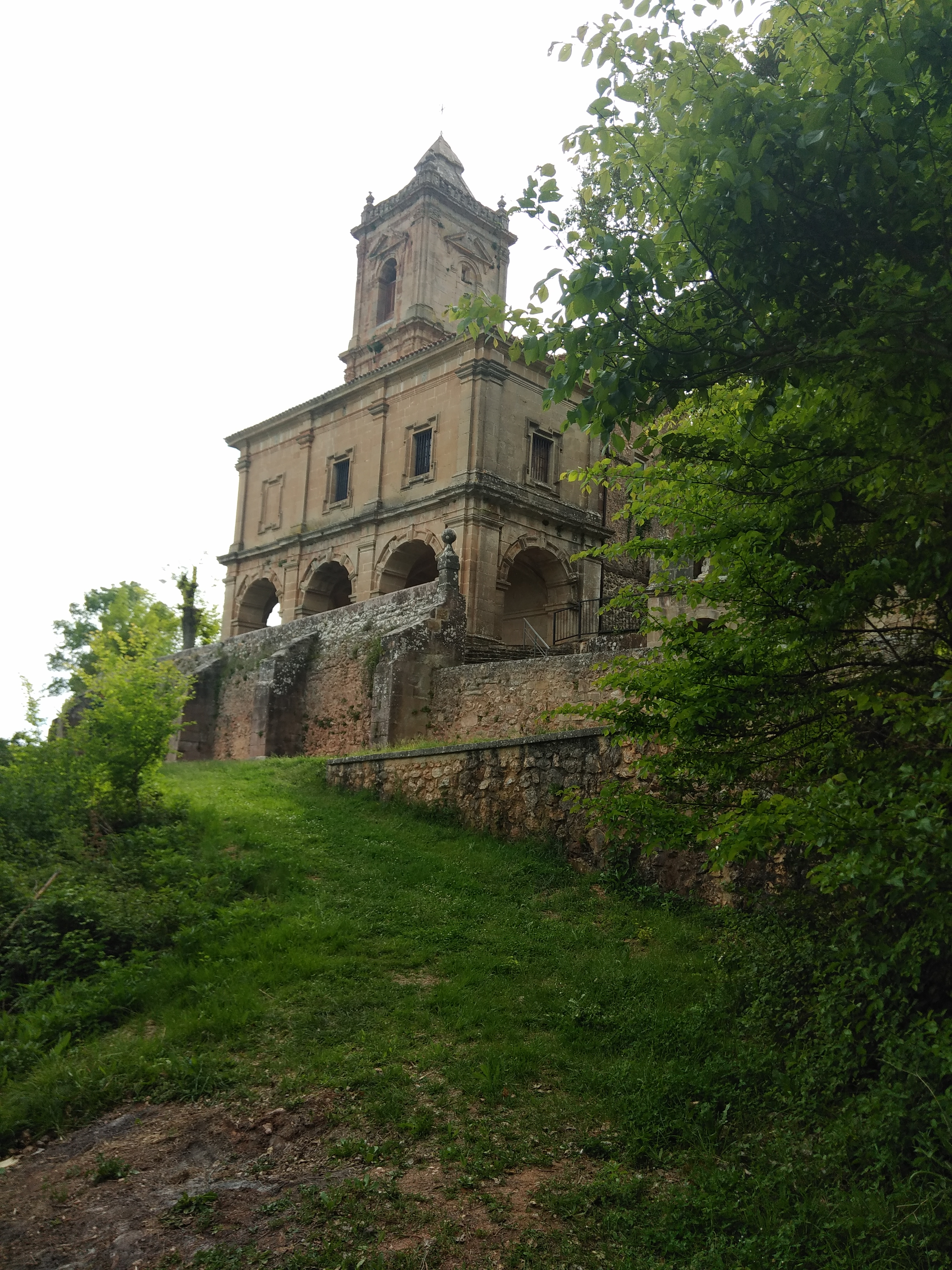
Fachada este, pórtico y torre
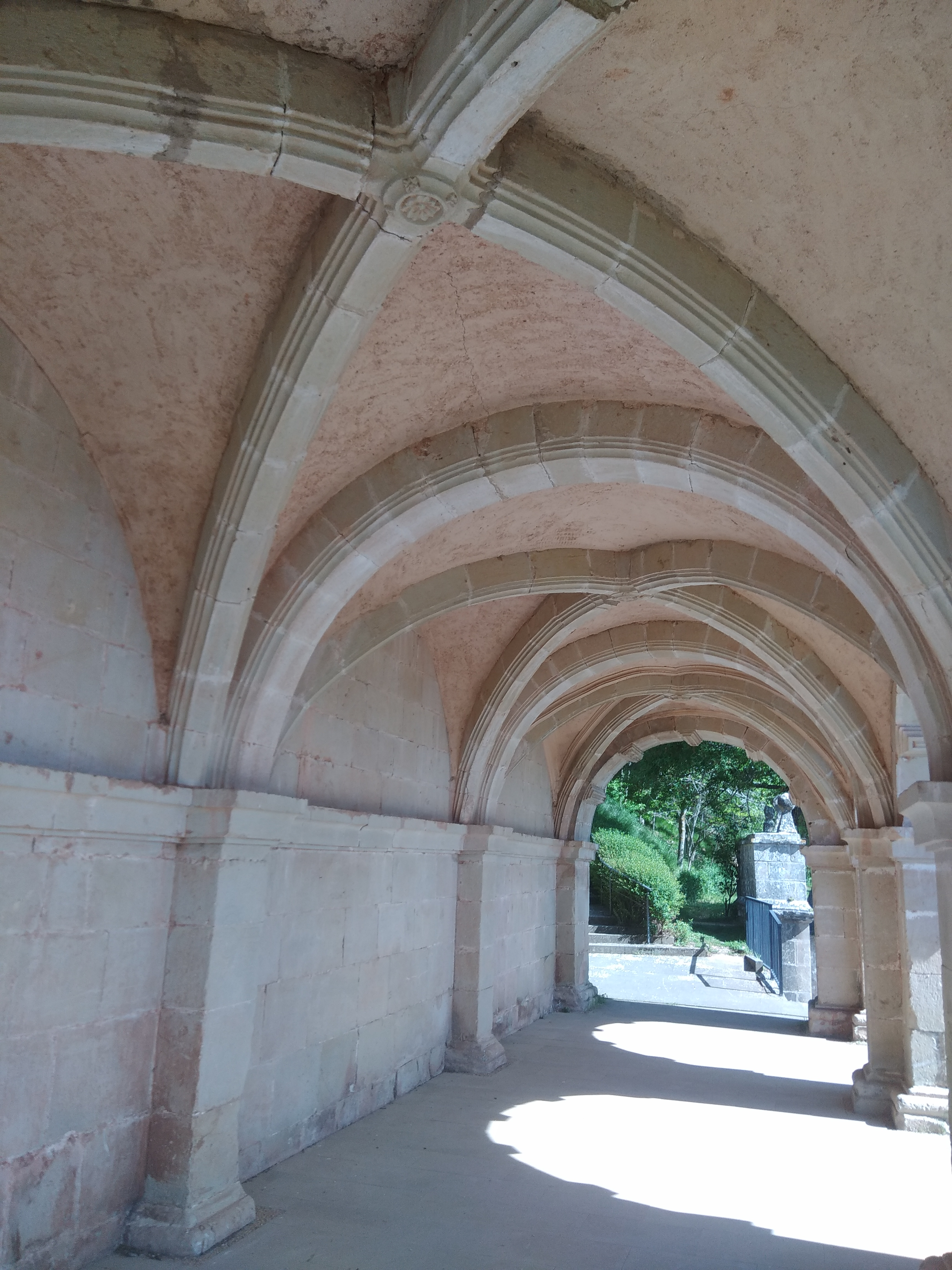
Pórtico. Al fondo, la Fuente de la Virgen
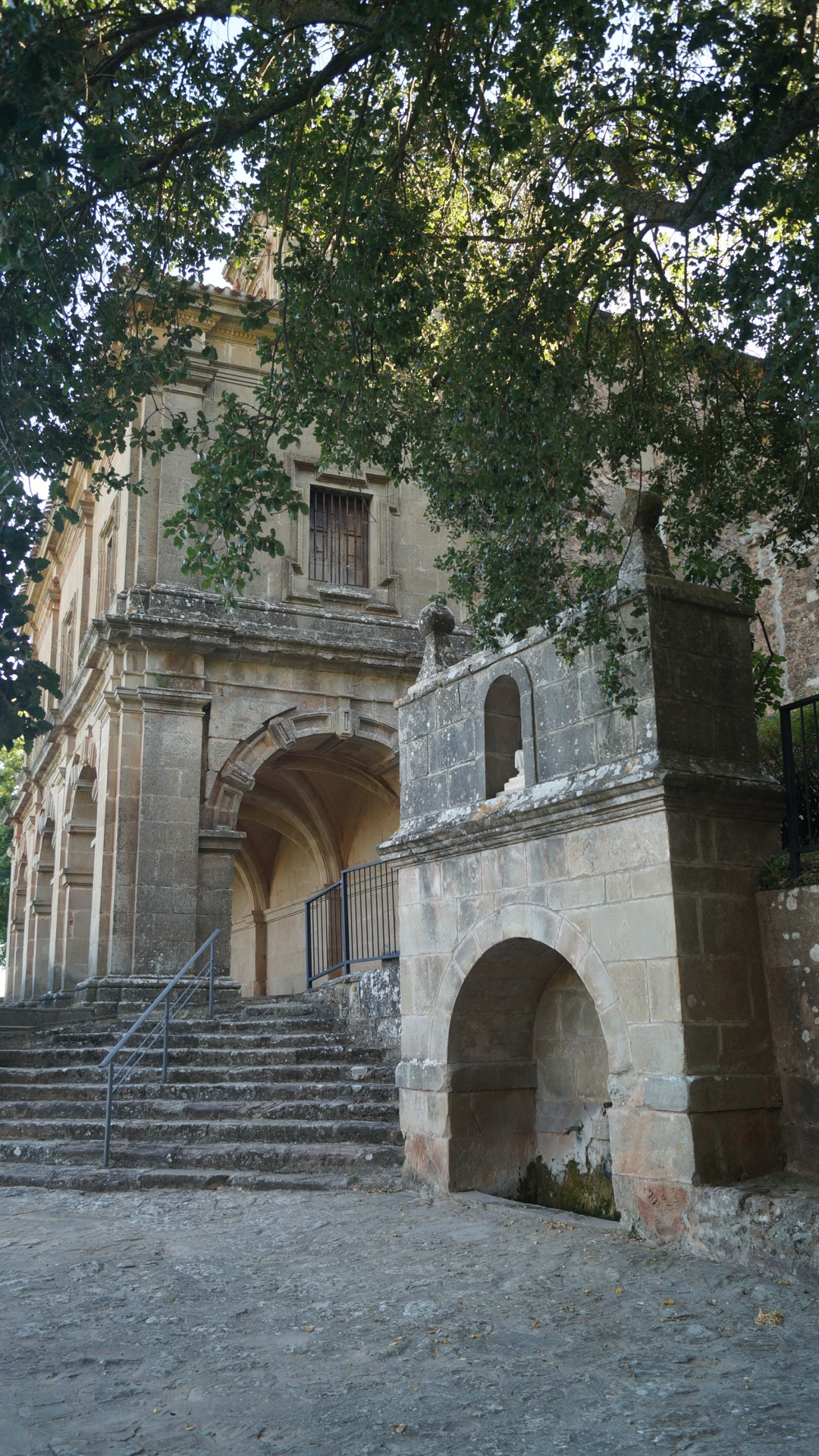
Santuario de Codés - Fuente
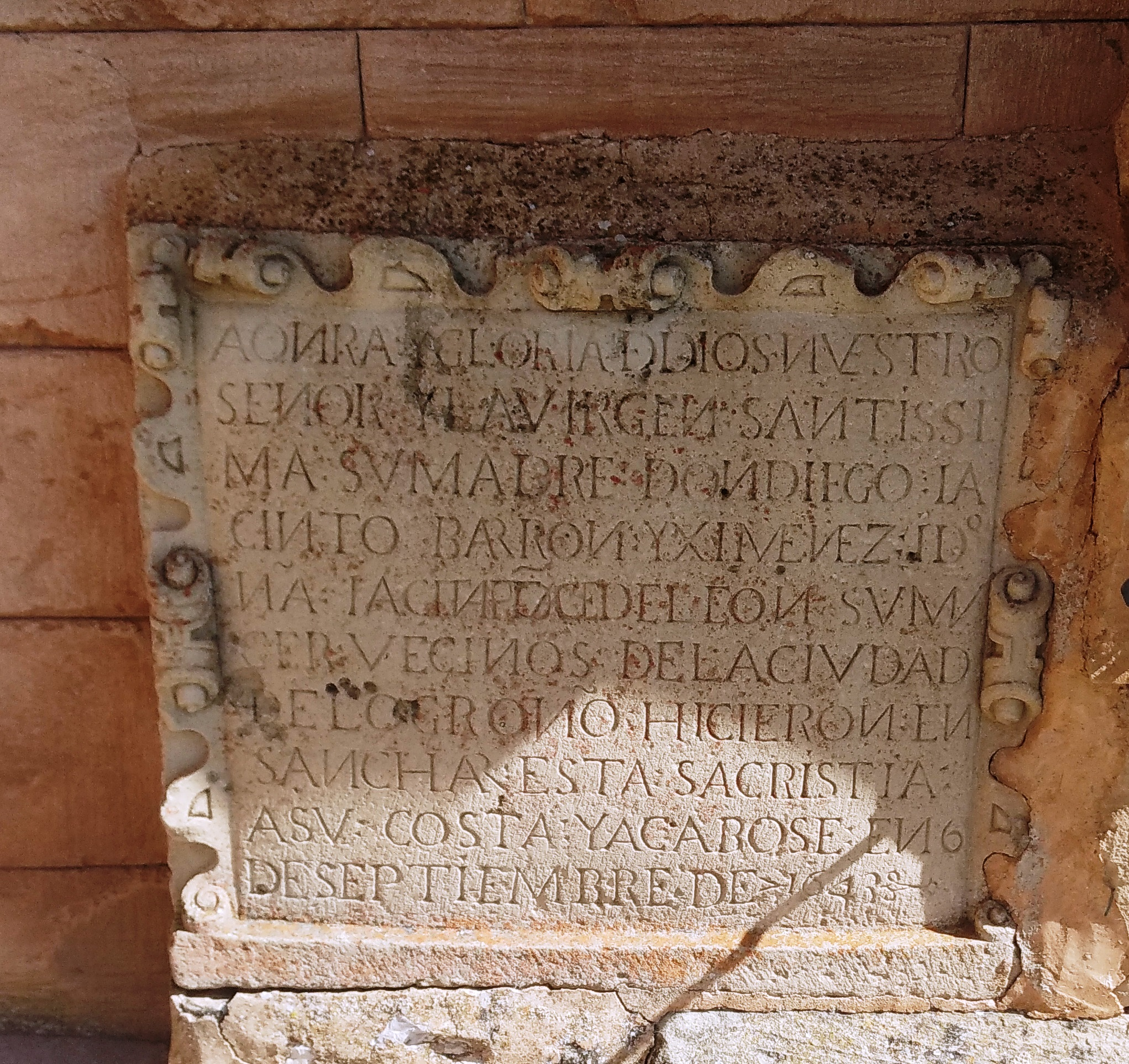
Lápida conmemorativa de la inauguración de la sacristía (1643)
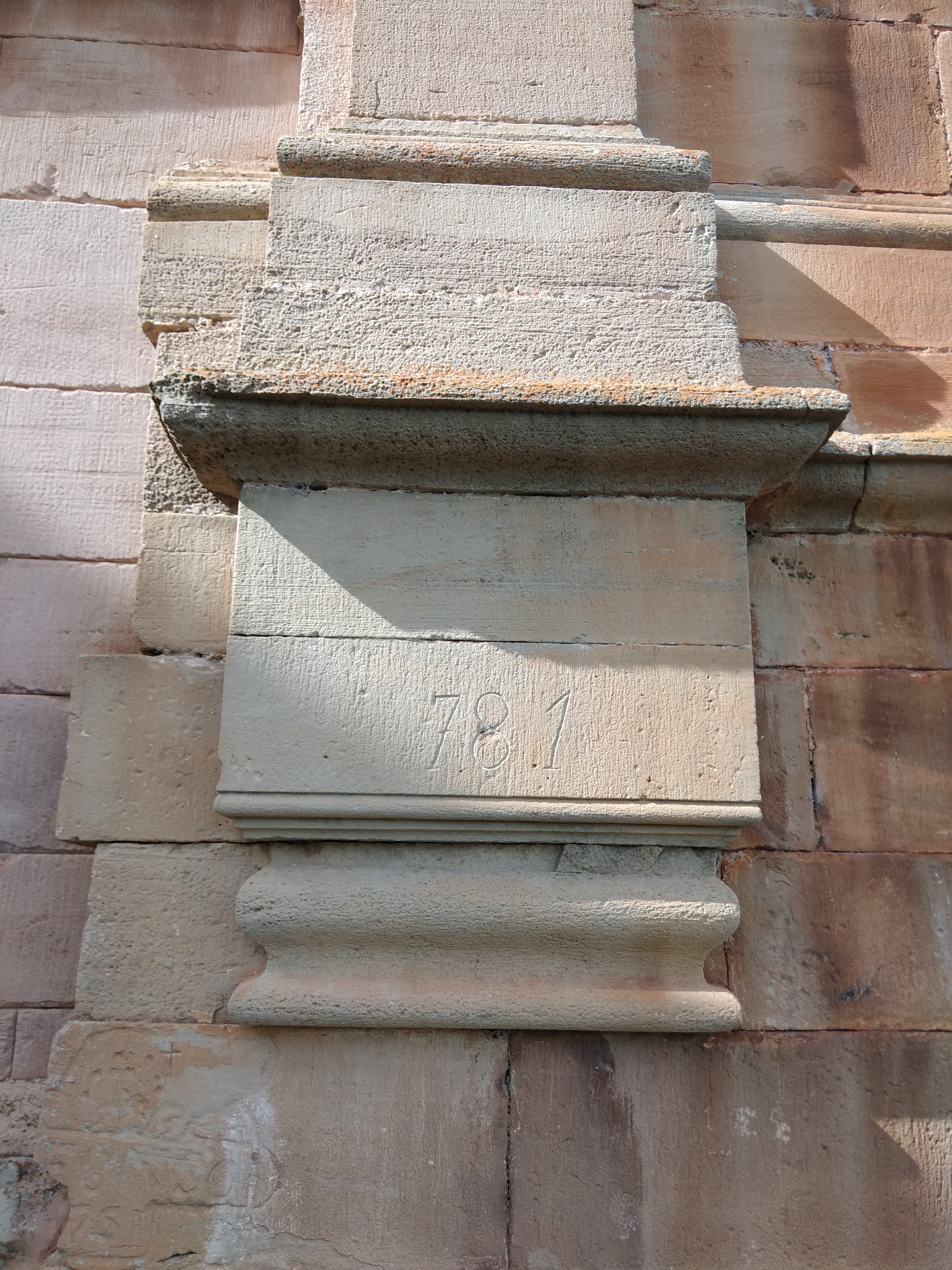
Fecha de terminación de la torre grabada en el lado sur
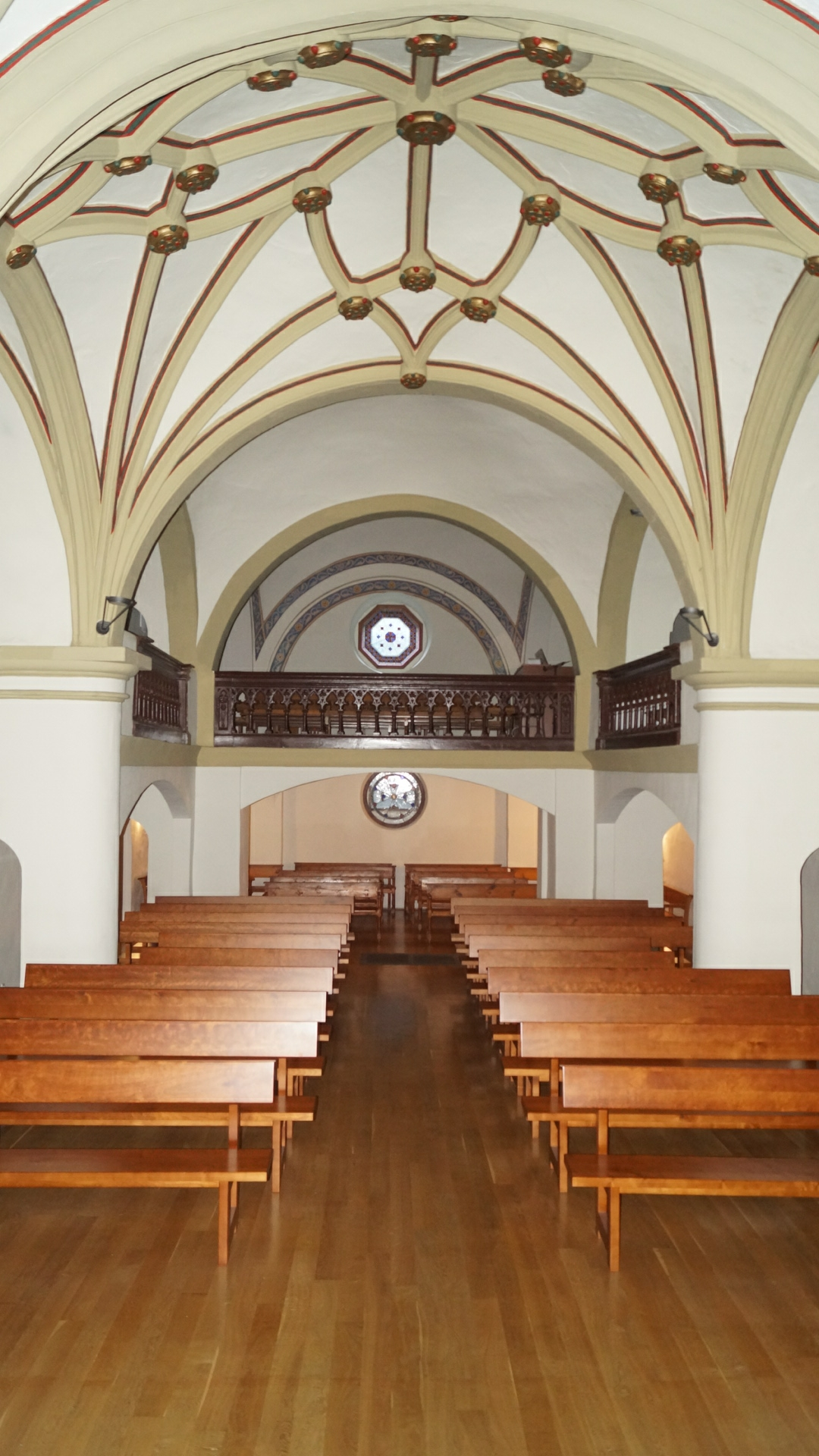
Vista de la nave desde el presbiterio
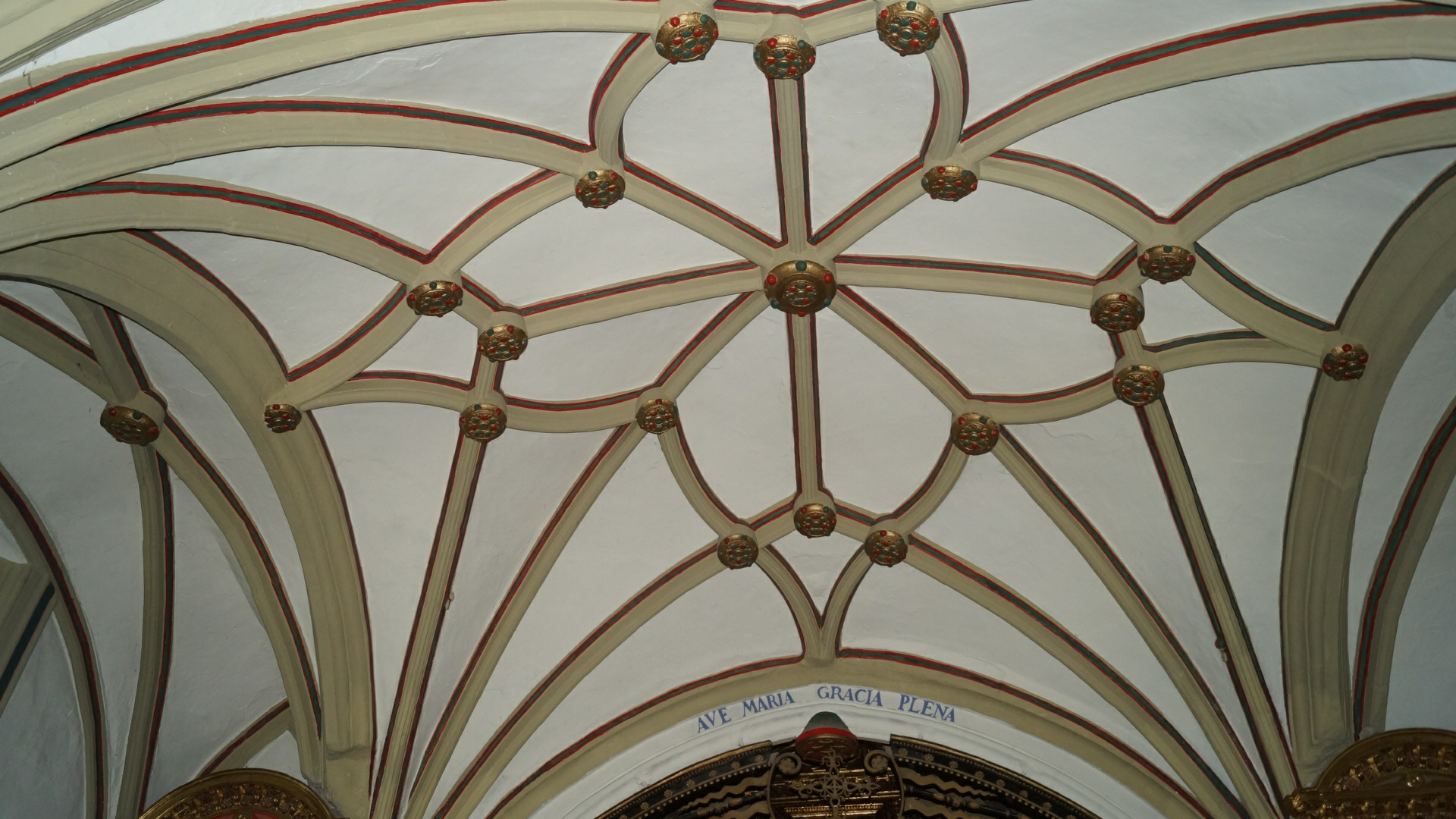
Bóveda estrellada del tramo central